# Sierra maldita
Pour plus de détails, voir Fiche technique et Distribution.
Sierra maldita est un film espagnol réalisé par Antonio del Amo et sorti en 1954.

## Fiche technique
- Titre anglais : Cursed Mountain
- Réalisation : Antonio del Amo
- Production :  Almasirio Producciones de Cinematografía
- Scénario : Alfonso Paso, José Luis Dibildos
- Lieu de tournage : Garrucha, Almería, Andalousie
- Musique : Jesús Romo
- Image : Eloy Mella, Sebastián Perera
- Montage : Pepita Orduna
- Durée : 95 minutes
- Dates de sortie :
  - Espagne : 1954 (Festival du film de San Sebastián)
  - Espagne : 31 janvier 1955

## Distribution
- Rubén Rojo : Juan
- Lina Rosales : Cruz
- José Guardiola (it) : Lucas
- José Sepúlveda
- Manuel Zarzo : Emilio
- Miguel Gómez
- José Latorre

## Nominations et récompenses
- Coquille d'or au Festival international du film de Saint-Sébastien en 1954[1].
- Nommé au Festival du film de Venise 1954[1]